# FSV Kroppach
FSV Kroppach 1919 is een Duitse tafeltennisclub uit Kroppach.
Haar hoogste vrouwenteam werd in 2002, 2003 en 2009 kampioen in de Bundesliga en won in 2003 de European Club Cup of Champions. De daaruitvolgende European Champions League wist het nog nooit op haar naam te schrijven. Kroppach bereikte zowel in 2008 als 2009 de finale, maar verloor deze beide en weigerde deel te nemen in 2009/10.

## Champions League-trauma
Kroppach had sinds de invoering van de European Champions League één doel voor ogen: het winnen hiervan. In het seizoen 2007/08 leek het zover. Het bereikte de finale, waarin het aan moest treden tegen het Nederlandse MF Services/Fürst. Kroppach won de eerste wedstrijd van de dubbele ontmoeting thuis in Duitsland vervolgens met 3-1. Omdat er geen internationale scheidsrechters aanwezig waren, werd deze wedstrijd echter geleid door Duitse scheidsrechters. Daardoor besloot de ETTU de uitslag te schrappen en te gelasten dat de wedstrijd moest worden overgespeeld.

In Heerlen verloor Kroppach vervolgens met 3-1 van Fürst, wat het in een nieuwe return thuis zou moeten rechtbreien. De opnieuw te spelen wedstrijd in Duitsland werd niettemin nooit gespeeld, officieel omdat Kroppach en de ETTU het niet eens konden worden over een datum. Daarop werd de Champions League 2007/08 uiteindelijk toegekend aan MF Services/Fürst.
In het seizoen 2008/09 stoomde Kroppach opnieuw op in de Champions League, waarin het Fürst (inmiddels hernoemd tot Li-Ning/MF Services Heerlen) ditmaal in de halve finale trof én uitschakelde. Vervolgens ging de Duitse ploeg als favoriet de titelstrijd aan met het Oostenrijkse Linz AG Froschberg. Nadat Kroppach de uitwedstrijd met 2-3 won, leek het alleen nog een kwestie van het karwei thuis afmaken en de titel zou alsnog binnen zijn. Froschberg verraste in Duitsland niettemin vriend en vijand door er onder leiding van kopvrouw Liu Jia een 1-3 uitslag neer te zetten en daarmee van Kroppach wederom de verliezend finalist te maken.
In de week voorafgaand aan de tweede wedstrijd tegen Linz AG Froschberg maakte Kroppach middels een persverklaring openbaar dat het de ETTU na de Champions League-finale de rug toekeerde. Als reden hiervoor werd een 'veelvoud aan meningsverschillen' opgegeven, zowel voor wat betreft de regelingen omtrent scheidsrechters als over materiaaltechnische eisen van de bond. Daardoor nam het in 2009/10 geen deel aan de Champions League, ondanks dat het daar als Duits landskampioen recht op had.

## Prijzenkast
- Winnaar European Club Cup of Champions: 2003
- European Champions League: verliezend finalist in 2008 en 2009
- Duits landskampioen: 2002, 2008 en 2009

## Selectiespelers
Onder meer de volgende spelers speelden minimaal één wedstrijd voor het vertegenwoordigende team van FSV Kroppach:
| - Christina Fischer - Zhu Hong - Yang-Xu Janhua - Wu Jiaduo | - Li-Kath Ran - Nicole Struse - Liu Shiwen | - Krisztina Tóth - Su Yan - Wang Yue Gu |